# Claudia Kim

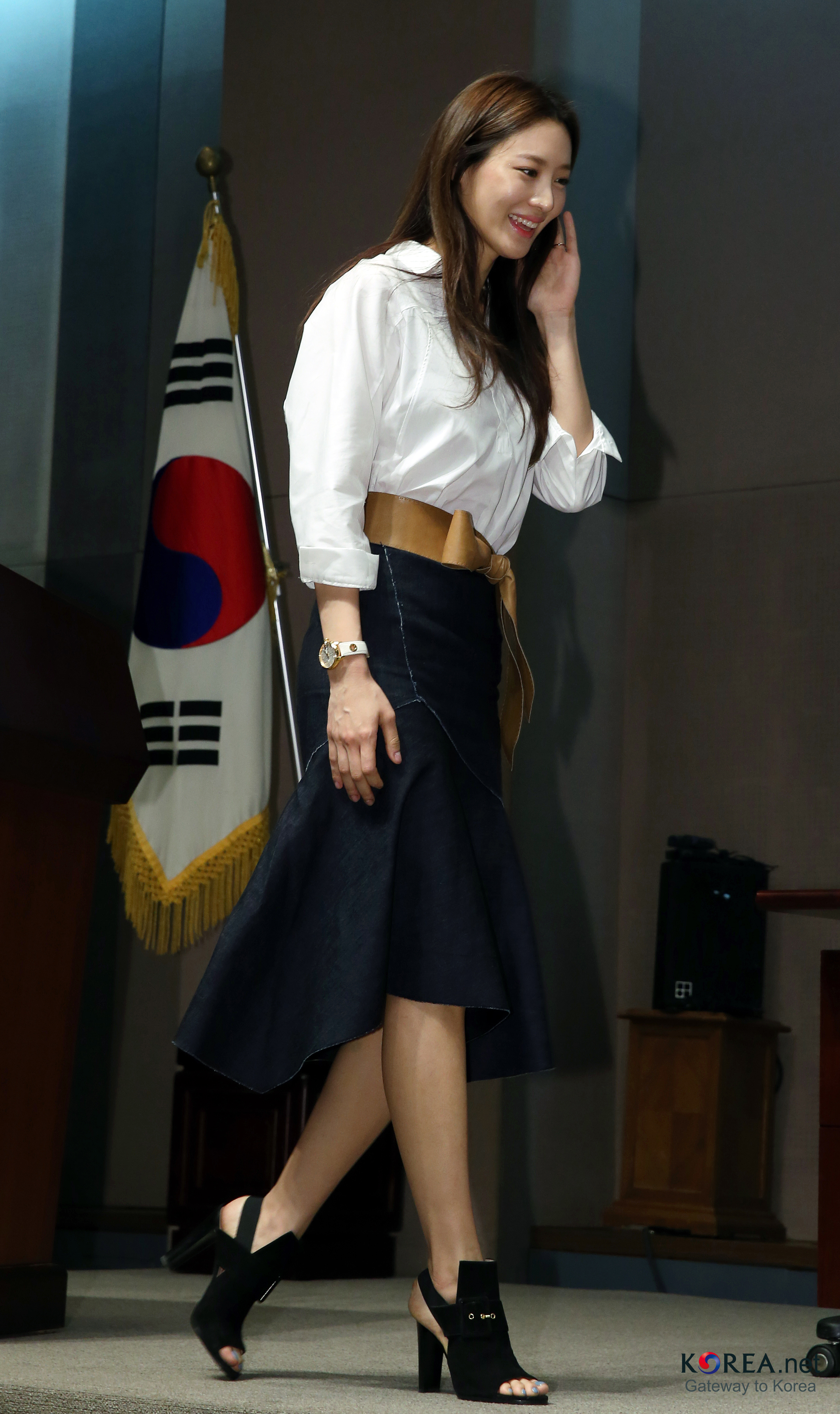
Claudia Kim (2014)

Claudia Kim, właśc. Kim Su-hyun (hangul: 김수현, hancha: 金秀賢, ur. 25 stycznia 1985 w Seulu) – południowokoreańska aktorka i modelka, która wystąpiła m.in. w filmach Avengers: Czas Ultrona, Mroczna Wieża i Fantastyczne zwierzęta: Zbrodnie Grindelwalda.

## Życiorys
W wieku pięciu lat przeniosła się z rodziną do New Jersey, by sześć lat później wrócić do Korei. Gdy dorosła, rozpoczęła karierę modelki, a później także aktorki.

## Filmografia
| Rok       | Tytuł                                         | Rola             | Uwagi           |
| --------- | --------------------------------------------- | ---------------- | --------------- |
| 2006      | Geimui yeowang                                | Park Ji-won      | serial          |
| 2011      | Brain                                         | Jang Yoo-jin     | serial          |
| 2012      | Seutaenbai                                    | Kim Soo-hyeon    | serial          |
| 2013      | 7 geup gongmuwon                              | Choi Mi-rae      | 2 odc.          |
| 2014–2016 | Marco Polo                                    | Khutulun         | serial, 16 odc. |
| 2015      | Avengers: Czas Ultrona                        | dr Helen Cho     |                 |
| 2015      | Przebudzeni                                   | The Collective   | głos            |
| 2016      | Monster                                       | Yoo Seong-ae     | serial          |
| 2017      | Mroczna Wieża                                 | Arra Champignon  |                 |
| 2018      | Fantastyczne zwierzęta: Zbrodnie Grindelwalda | Nagini           |                 |
| 2021      | Chimera                                       | Yoo-jin (Eugene) | serial          |
| 2023      | Bo-tong-ui ga-jog                             | Jisoo            |                 |
| 2023–2024 | Potwór z Gyeongseongu                         | Yukiko Maeda     | serial          |